# Sefardische muziek

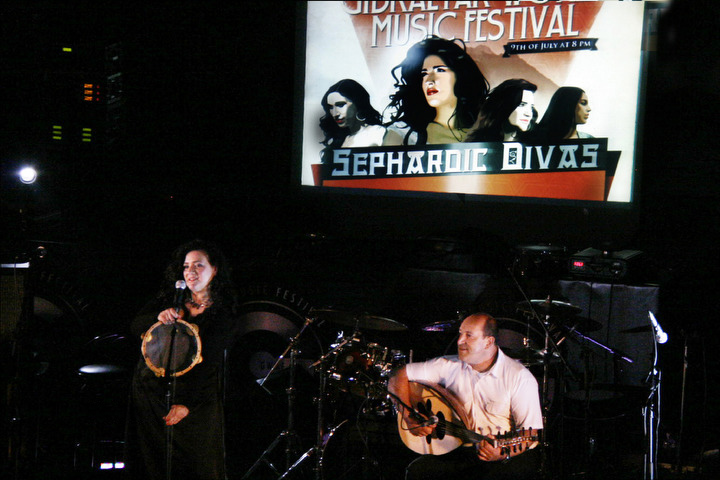
Françoise Atlan op het Gibraltar World Music Festival in 2012. Datzelfde jaar traden ook Mor Karbasi en Sarah Aroeste op.

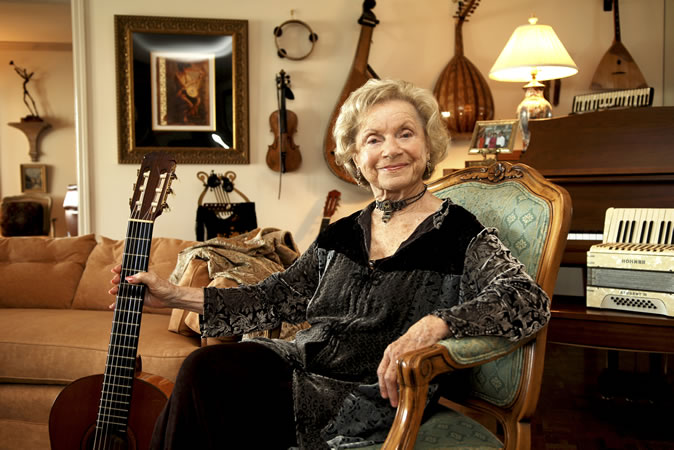
Flory Jagoda.

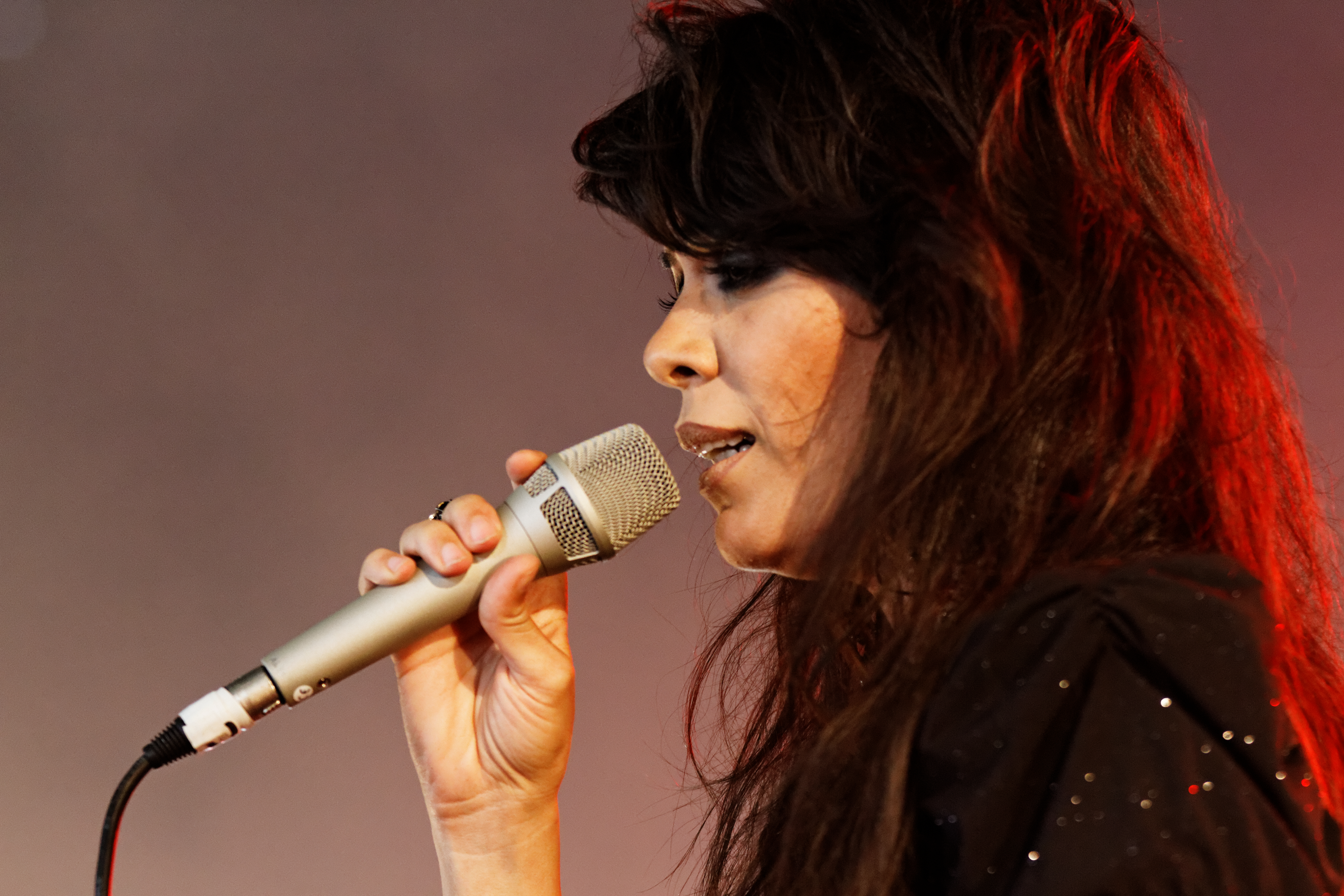
Zangeres Yasmin Levy op het Franse festival Du Bout du Monde in 2013.

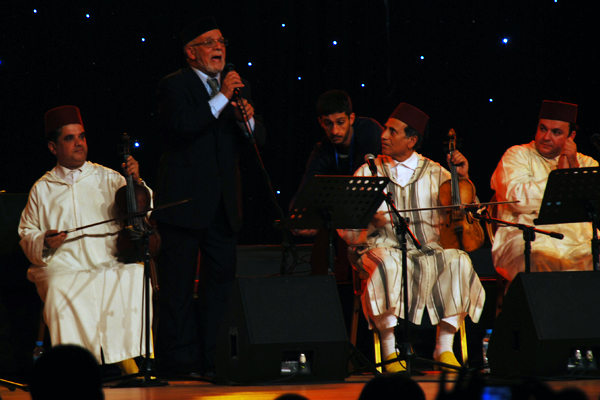
De Marokkaans-Joodse cantor Haim Louk met het Hadj Abdelkrim Raiss Orkest.

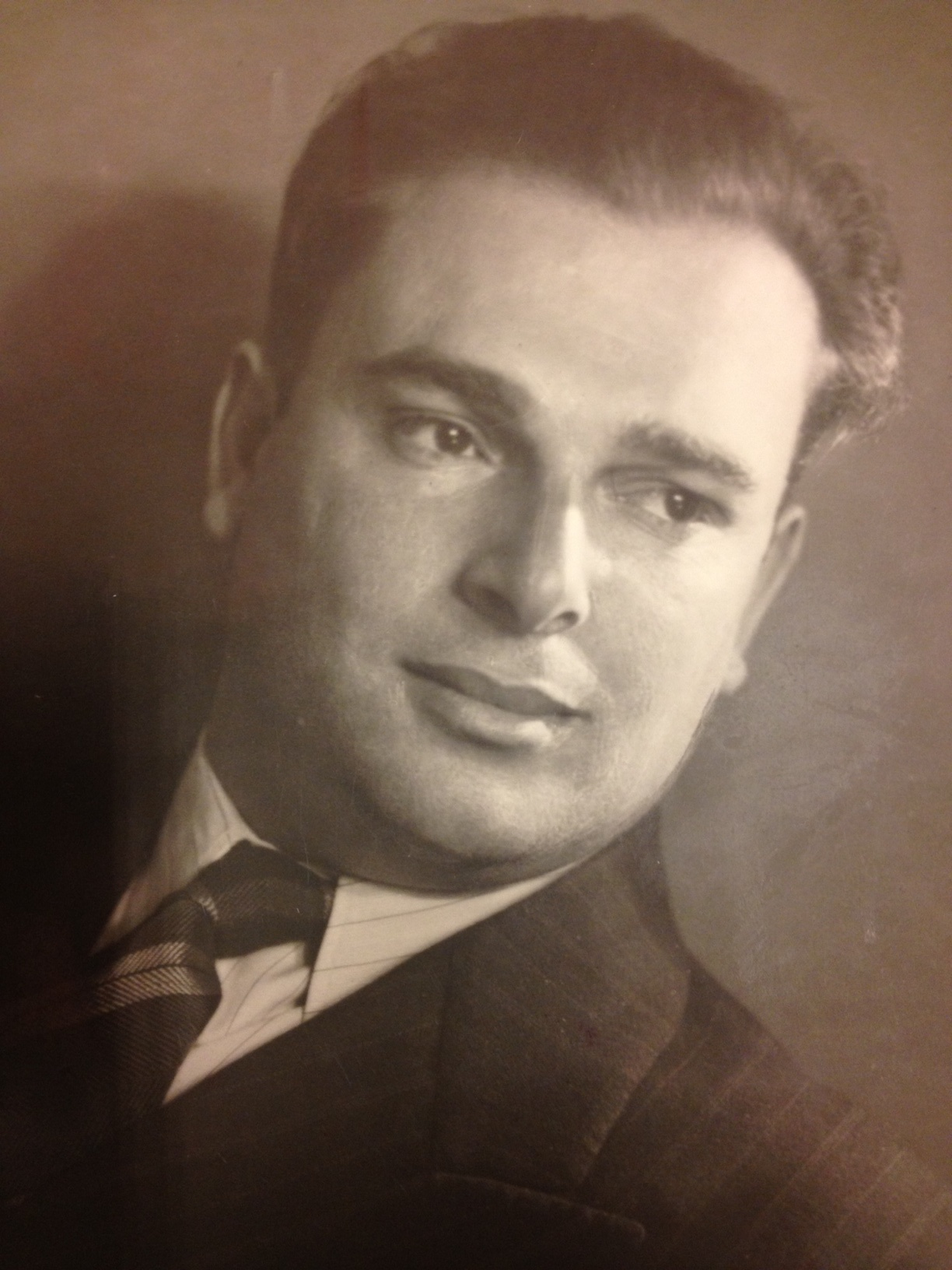
De sefardisch-joodse zanger, songwriter en musicoloog Yitzhak Isaac Levy.

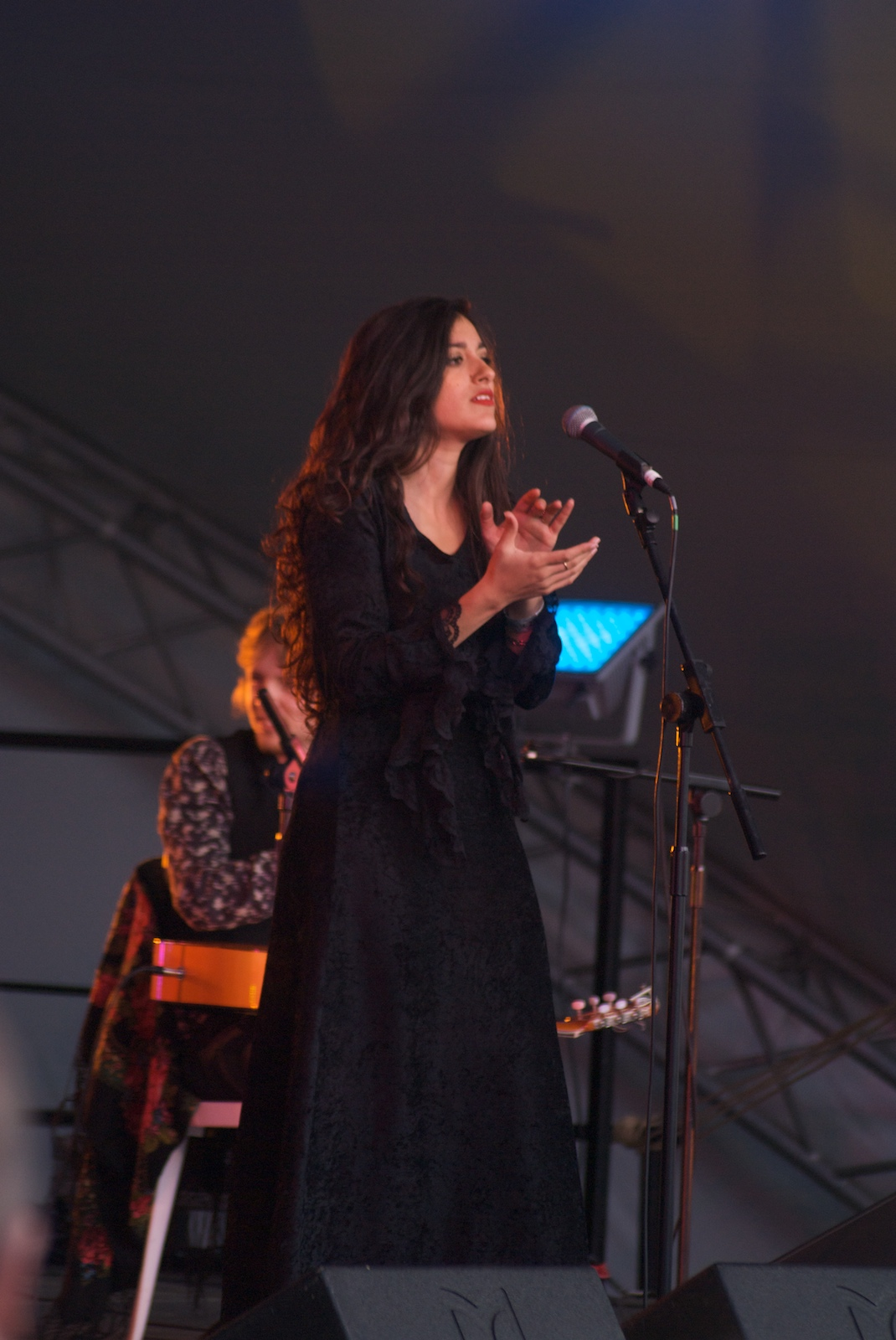
Mor Karbasi.

Sefardische muziek, ook Judeo-Spaanse muziek of Ladino-muziek genoemd, is de muziek van de Sefardische Joden. Sefardische muziek komt oorspronkelijk uit Spanje en uit andere landen waar veel Sefardische Joden hebben gewoond, zoals Marokko, Turkije en Griekenland. Sefardische muziek wordt meestal gezongen in het Ladino.

## Geschiedenis
De oudste Sefardische muziek ontstond in het Middeleeuwse Spanje. Sefardische Joden leefden hier meer dan duizend jaar. Dit eindigde toen in de vijftiende eeuw de laatste islamitische Moren uit Spanje werden verdreven door christelijke legers. In 1492 werden de Sefardische Joden door het verdrijvingsedict gedwongen Spanje te verlaten of zich tot het christendom te bekeren.

### Na 1492
De meeste Sefardische Joden migreerden naar Marokko of naar steden in het Ottomaanse rijk, zoals Constantinopel, Thessaloniki, Alexandrië, Jeruzalem en Sarajevo. De Joden die in Spanje bleven en zich bekeerden of zich voordeden als bekeerde christenen (conversos), liepen het risico vervolgd te worden door de Inquisitie. Een deel van de Sefardische Joden verhuisden naar Portugal, maar hier werden Joden in de periode na 1497 ook verdreven, gedwongen tot bekering of vervolgd.
Na de diaspora vanaf 1492 ontstond veel Sefardische muziek door de vermenging met andere culturen. Sefardische Joden lieten zich inspireren door de muziek in landen als Turkije, Griekenland en Bosnië. Ze gebruikten lokale melodieën, ritmes, stijlen of muziekinstrumenten of maakten Sefardische versies van lokaal populaire liedjes. Ook componeerden ze nieuwe liedjes. Daarnaast kwamen ook na 1492 sommige Sefardische liedjes of invloeden op Sefardische liedjes uit Spanje. Bijvoorbeeld via reizigers of via de gedwongen bekeerlingen (conversos) waarvan sommigen pas enkele eeuwen na 1492 Spanje verlieten. Sommige Sefardische liedjes ontstonden in het ene land en werden via reizigers ook bekend in andere landen (hoewel soms met een andere melodie).

### Vanaf 2e helft 19e eeuw
Vanaf de 2e helft van de 19e eeuw werden collecties Sefardische muziek verzameld en gepubliceerd, om deze te bewaren voor toekomstige generaties. In de Sefardische muziek kwamen processen van verwestersing en modernisering op gang. Westerse invloeden verspreidden zich via onderwijs, vaudeville-theatergroepen, contacten met reizigers en familie in het buitenland en (vanaf begin 20e eeuw) commerciële plaatopnamen. Ook kwamen er in steden dansgelegenheden waar populaire stijlen als tango, fox-trot en charleston langskwamen.
Veel Sefardische gewoonten en tradities verdwenen in de 19e en 20e eeuw, door verwestersing, modernisering, verandering van leefstijl en versnippering van de gemeenschap.
Sefardische musici kozen vaker voor andere Europese talen in plaats van Ladino. Veel melodieën werden overgenomen van Turkse, Griekse, Franse, Spaanse en Italiaanse songs. Een voorbeeld van Italiaanse invloed is het bekende lied Adio Kerida, waarvan de melodie vermoedelijk is ontleend aan "Addio, del passato" uit La Traviata van Verdi. Ook in synagogale muziek waren veranderingen merkbaar, bijvoorbeeld de introductie van muziekinstrumenten en moderne koren.
De eerste plaatopnamen werden gemaakt begin 20e eeuw, vooral in Turkije. De artiesten waren meestal mannen, die vaak al optraden met klassieke Turkse muziek of als cantor. Voorbeelden zijn Haim Effendi en Yitzhak Algazi. Aan a capella songs werden muziekinstrumenten toegevoegd zoals oed, qanun en viool. Ook werden er geschreven collecties van Sefardische muziek gepubliceerd en werden Sefardische songs opgenomen door onderzoekers. In Marokko werden de eerste opnamen van Sefardische muziek pas gemaakt in de 2e helft van de 20e eeuw.

### 2e helft 20e eeuw tot heden
Veel van de Sefardische Joden in het Ottomaanse rijk hebben de Tweede Wereldoorlog niet overleefd, anderen zijn gevlucht. Veel Marokkaanse Joden migreerden in de jaren 1950. Door deze ontwikkelingen versnipperde de Sefardische gemeenschap verder. Sefardische Joden wonen sindsdien ook in onder andere Frankrijk en Latijns- en Noord-Amerika.
Na de Tweede Wereldoorlog had het werk van Itzhak Levy grote invloed. Levy (Manisa, Turkije, 1919 - Jeruzalem, 1977) was een journalist, muzikant, onderzoeker en verzamelaar van muziek. Hij bezocht vele Sefardische Joden om Sefardische liederen op te nemen en vast te leggen. Hij publiceerde verzamelingen van songs, schreef arrangementen, voerde de songs uit en promootte Sefardische muziek via de Israëlische radiozender waar hij werkte. Levy maakte het spelen van Sefardische muziek eenvoudiger door complexe maqam-elementen te versimpelen of te vervangen door westerse arrangementen en ritmes. Veel musici leerden Sefardische muziek via (uitvoeringen van) zijn collecties. Musici als Yehoram Gaon en Esther Ofarim brachten succesvolle platen uit met deze songs.
Ook invloedrijk na de Tweede Wereldoorlog waren Flory Jagoda en Gloria Levy, beiden in de Verenigde Staten.
Eerder werd Sefardische muziek vooral mondeling overgeleverd. In de 20e eeuw leerden meer muzikanten deze muziek door bladmuziek te lezen of opnamen te luisteren. Sefardische muziek ontwikkelde zich nu ook buiten de Sefardische gemeenschap. Veel Sefardische muziek werd nu uitgevoerd door professionele musici, vaak zonder Sefardische achtergrond, op podia en plaatopnamen voor een deels niet-sefardisch publiek. Dit leidde tot veranderingen, zoals extra muziekinstrumenten en kortere muziekstukken. Omdat de oude Sefardische tradities nog maar weinig voorkomen, zijn veel oude Sefardische liedjes hun functie in het dagelijks leven kwijtgeraakt.

## Rol van vrouwen en mannen
Sefardische liederen werden oorspronkelijk voornamelijk thuis gezongen door vrouwen. Ze deden dit vaak tijdens huiselijke activiteiten als koken, naaien, het wiegen van een baby, of thuis in gezelschap van vrienden of familie. Ze zongen vaak a capella omdat ze tijdens het zingen met hun handen bezig waren. Tijdens bruiloften gebruikten ze eenvoudige percussie zoals tamboerijn of trommel. Mannen hielden zich meer bezig met de liturgische zang binnen en buiten de synagoge. Waar de vrouwen zich beperkten tot de huiselijke sfeer en eigen gemeenschap, traden mannen ook op buiten de Sefardische gemeenschap. Hierbij bespeelden ze ook (snaar)instrumenten zoals oed of qanun.
Sefardische muziek is geen specifiek vrouwengenre meer, maar vrouwen zijn nog wel relatief dominant.

## Muziekstijl
Sefardische muziek kan niet echt omschreven worden als één genre. Er is namelijk een grote variatie in Sefardische muziek, die per plaats en periode kon verschillen.

### Tot 1492
De teksten van de oudste Sefardische liedjes komen uit het Spanje van voor 1492. De bijbehorende melodieën zijn meestal van na 1492, hoewel sommige overeenkomsten vertonen met Spaanse romances van voor 1492.
Veel van de oudste muziek is echter verloren gegaan. Veel liedjes werden eeuwenlang mondeling overgedragen zonder dat er iets werd opgeschreven. Van veel oude Sefardische muziek weten we dus niet hoe het oorspronkelijk heeft geklonken, en van veel liedjes weten we niet precies hoe oud ze zijn. Veel bekende Sefardische songs (die vanaf 2e helft 20e eeuw veel werden opgenomen of uitgevoerd) komen niet uit het middeleeuwse Spanje, maar uit de Ottomaanse traditie (en een aanzienlijk deel van deze liedjes is gecomponeerd vanaf 2e helft 19e eeuw). Spaanse Sefardische songs die nu nog bekend zijn, zijn vaak later ontstaan (na 1492) en via reizigers terechtgekomen in de Sefardische diaspora. Ook de (meestal door mannen gezongen) religieuze songs zijn over het algemeen na 1492 ontstaan. Er wordt wel gedacht dat de populaire Sefardische liedjes uit het Middeleeuwse Spanje komen, maar hier is volgens diverse deskundigen geen sluitend bewijs voor.

### Regionale verschillen (na 1492)
In de eeuwen na 1492 ontstond er een grote variatie in Sefardische muziek, die per plaats en periode verschilde: Marokkaanse ritmes en Maghrebijnse versieringen in Marokko, de maqam-traditie in het Ottomaanse rijk, zigeuner- en gazinomuziek in Istanbul, sevdah in Bosnië, Griekse operette en rebetika in Griekenland enzovoorts. Ook is er een grote variatie aan muziekinstrumenten in Sefardische muziek omdat instrumenten uit verschillende landen werden gebruikt: oed, rabab, ney, gitaar, bouzouki, dulcimer, qanun en diverse blaas- en percussie-instrumenten.
Een belangrijk onderscheid is dat tussen de Marokkaanse of westerse traditie en de (voormalige) Ottomaanse of oosterse traditie (met name Turkije, Griekenland, de Balkan en Israël). Een belangrijk verschil tussen de twee is dat de Ottomaanse traditie werd gekenmerkt door het maqam-systeem, een element dat in de westerse traditie veel minder vaak voorkwam. Daarnaast kende de Ottomaanse traditie andere ritmes dan de Marokkaanse. Oorspronkelijk werd de Ottomaanse traditie, meer dan de Marokkaanse, ook gekenmerkt door complexe, melismatische vocale ornamenten. Maar die oude traditionele zangstijlen bestaan nauwelijks nog.

### Moderne Sefardische muziek
Ook moderne Sefardische muziek (vanaf de 20e eeuw, en vooral na de Tweede Wereldoorlog) is zeer gevarieerd (maar over het algemeen meer verwesterd). En de variatie in muziekinstrumenten is misschien nog wel groter omdat groepen en artiesten allerlei invloeden gebruiken: muziek uit Middeleeuwen en Renaissance, Europa, Afrika en Midden-Oosten, klassiek, jazz en folk.
Verschillen tussen de Marokkaanse en Ottomaanse traditie zijn minder belangrijk geworden. Sefardische Joden leven in allerlei verschillende landen en leren de muziek vaak van elkaar of van opnamen.
Eind 20e eeuw betrad Sefardische muziek de wereldmuziekscene. Veel artiesten en groepen namen Sefardische muziek op in hun repertoire, maar met verschillende benaderingen. Voor groepen gespecialiseerd in oude muziek was het een aanvulling op het beperkte repertoire van nog bekende muziek uit de Middeleeuwen. Andere artiesten en groepen gebruikten Sefardische muziek in combinatie met andere stijlen als middel om zichzelf uit te drukken. Voorbeelden zijn de Spaanse operazangeres Victoria de los Angeles, de Spaanse folkzanger Joaquin Diaz, oude muziek van groepen als Voice of the Turtle en Boston Camerata en populaire Israëlische artiesten als Yehoram Gaon. Sefardische muziek werd voorzien van nieuwe arrangementen en van elementen en instrumenten uit Europa, de Balkan en het Midden-Oosten. Rond en na de eeuwwisseling was er een heropleving van Sefardische muziek dankzij zangeressen als Yasmin Levy, Mor Karbasi, Sarah Aroeste en Noam Vazana, die Sefardische muziek mengen met andere genres als flamenco, pop en rock.

## Thema's en genres
Er zijn verschillende soorten Sefardische muziek, die vooral qua onderwerp verschillen:

### Spaanse 'romances'
De oudste Sefardische 'romances' (verhalende ballades) waren Spaanse ballades uit de vroege Middeleeuwen. Deze ballades kwamen uit de christelijke ridderlijke en hoofse cultuur. Ze konden allerlei onderwerpen hebben: verhalen over koningen, ridders en andere historische figuren, liefde en verleiding, heldendom, Spaanse oorlogen tussen christen en Moren enzovoorts. Sommige romances gaan over verhalen uit het Oude Testament.
Romances werden vooral gezongen door vrouwen, meestal solo en a capella. Mogelijk konden zij zich identificeren met de gevoelens van liefde, passie, jaloezie of met bepaalde personages. Marokkaanse Sefardische joden deden diverse aanpassingen aan Spaanse romances. Christelijke elementen zoals verwijzingen naar Jezus of Maria werden verwijderd. Ook werden er soms happy endings toegevoegd.
Vrouwen konden in deze romances allerlei rollen hebben: actief of passief, altruïstisch of wreed, hoeders van een strikte moraal of vreemdgangers. Vaak waren het krachtige, gepassioneerde, larger than life karakters. Soms werden de teksten aangepast of van commentaar voorzien. Het zingen van dergelijke teksten kon verschillende functies hebben: codes van moraliteit en eer doorgeven, uitlaatklep voor frustratie en fantasie, of vermaak en spanning.
De teksten en melodieën van diverse romances zijn in de loop der eeuwen gewijzigd.

### Songs voor belangrijke levensgebeurtenissen
Veel Sefardische songs gaan over belangrijke levensgebeurtenissen. Er zijn veel bruiloftsliedjes, maar ook liedjes voor geboorten (zoals Cuando el Rey Nimrod) en rouw- en klaagliederen (zogenaamde endechas). Sommige teksten van bruiloftsliedjes dateren nog uit het Spanje van de Middeleeuwen of Renaissance. Sommige bruiloftsliedjes werden gezongen door vrouwen onderling. Ze gingen bijvoorbeeld over het leven dat de bruid te wachten stond, over bruidsschat of inkomen maar konden ook erotische aspecten bevatten (iets wat acceptabel was in de context van een huwelijk). Veel bruiloftsliedjes zijn geleidelijk aan verdwenen uit het dagelijks leven, samen met de bijbehorende oude bruilofts- en huwelijkstradities.
Deze songs over levensgebeurtenissen werden meestal door vrouwen gezongen. Liederen voor de besnijdenis en bar mitzwa werden vaker door mannen gezongen. In songs over geboorte bleek de voorkeur van de patriarchale samenleving voor jongens.

### Songs over (feest)dagen of periodes uit de Joodse jaarkalender
Er zijn ook liedjes gewijd aan dagen of momenten uit de religieuze jaarkalender, zoals Poerim en Pesach. Deze liedjes worden zowel door mannen als vrouwen gezongen in Hebreeuws of Ladino (of een combinatie). Een modern voorbeeld is het Chanoeka-lied Ocho Kandelikas van Flory Jagoda.

### Liefde en overige onderwerpen (kantikas)
Deze liedjes zijn door optredens en opnamen het meest bekend geworden bij het algemene publiek. Liefde werd een meer prominent onderwerp in liedteksten vanaf de negentiende eeuw, toen huwelijken niet meer standaard werden gearrangeerd en trouwen uit liefde mogelijk werd. Liedjes gingen bijvoorbeeld over liefde, verliefdheid en beëindigde relaties. Daarnaast kwamen allerlei andere onderwerpen voor, zo waren er ook liedjes over historische of plaatselijke gebeurtenissen of trends, soms serieus en soms satirisch. Binnen deze groep vallen bijvoorbeeld ook songs over de Holocaust of Israël. Deze liedjes kwamen vooral voor in de Oosterse (Ottomaanse) Sefardische traditie. Veel van deze songs stammen uit de tweede helft van de negentiende eeuw of daarna en zijn dus relatief recent. Ze werden voornamelijk door vrouwen gezongen. De liedjes zijn vaak korter dan in de oudere genres en zijn sterker beïnvloed door West-Europese muziek. Er zijn allerlei invloeden in te horen: Turks, Grieks, Balkan, Frans et cetera.

### Religieuze muziek
Ook binnen religieuze en liturgische muziek bestonden er Sefardische tradities. In diverse landen droegen Sefardische cantors of voorzangers (meestal mannen) gebeden of piyyutim (liturgische gedichten) voor in meestal het Ladino of Hebreeuws. Dit gebeurde in de synagoge, tijdens religieuze feestdagen of tijdens de sabbat. Regelmatig werden melodieën van bekende Sefardische liedjes gebruikt voor het zingen van Hebreeuwse religieuze teksten. In landen als Turkije, Griekenland en Israël werd de manier van zingen of voordragen beïnvloed door de Oosterse maqam-traditie. In Nederland was het Arabisch-Andalusische genre muwashshah invloedrijk. In Jeruzalem werden melodieën gebruikt van populaire Arabische zangers en componisten zoals Mohammed Abdel Wahab, Umm Kulthum en Fairuz.

## Sefardische muziek in Nederland
Vanaf eind 16e eeuw migreerden Portugese Joden naar Nederland en met name Amsterdam. Deze migranten hadden betrekkelijk weinig kennis van Joodse tradities, omdat het hen sinds eind 15e eeuw in Spanje en Portugal niet toegestaan was om hun geloof te beoefenen. Ze haalden daarom rabbijnen en cantors uit Marokko en het Ottomaanse rijk. Men zong meestal in het Portugees of Hebreeuws en niet in het Ladino. Het ging hier overigens specifiek om religieus joodse muziek. De Sefardische liedjes uit het Middeleeuwse Spanje waren niet of nauwelijks bekend bij deze Portugese Joden.
In de Sefardische muziek in Amsterdam kwamen verschillende invloeden terug, zoals traditionele Joodse muziek en muwashshah, een Arabisch-Andalusisch genre uit de Spaanse Middeleeuwen. Voor het voordragen van religieuze teksten zoals piyyutim werden zowel Joodse als als populaire seculiere melodieën gebruikt. Meer specifiek werd de Sefardische muziek in Amsterdam beïnvloed door hier populaire klassieke genres als barok en de galante stijl.

## Bekende sefardische muziek

### Bekende sefardische liedjes (voorbeelden)
(Schrijfwijzen van) titels kunnen enigszins verschillen. Voorbeeld: Morenika staat ook bekend als Morenica.
| Titel                                     | Auteur                        | Beschrijving                                                                          | Uitgevoerd door onder andere |
| ----------------------------------------- | ----------------------------- | ------------------------------------------------------------------------------------- | --- |
| Adio Kerida (Vaarwel, geliefde)           | Traditional (auteur onbekend) | Liefdeslied waarin een man teleurgesteld is over een onbeantwoorde liefde.            | Yasmin Levy, Karsu, Damir Imamović, Placido Domingo, Flory Jagoda, Judy Frankel, Françoise Atlan, Voice of the Turtle                                          |
| Morenika (zwarte/donkere schoonheid)      | Traditional                   | Sefardisch liefdeslied.                                                               | Avishai Cohen, Noam Vazana, Mor Karbasi, Savina Yannatou, Ladaniva, Lucette van den Berg (Duo La Serena), Françoise Atlan                                      |
| La Rosa Enflorece (De rozen bloeien)      | Traditional                   | Sefardisch liefdeslied.                                                               | Yasmin Levy, Jordi Savall/Hesperion XXI, Joaquín Díaz, Noam Vazana, Lucette van den Berg (Duo La Serena), Françoise Atlan                                      |
| Durme, Durme (Slaap, slaap)               | Traditional                   | Slaapliedje dat begint met woorden uit een Joods gebed.                               | Flory Jagoda, Yasmin Levy, Lucette van den Berg, Savina Yannatou, Joaquín Díaz, Françoise Atlan, Ana Alcaide, Olcay Bayir, Jordi Savall & Montserrat Figueiras |
| Cuando el Rey Nimrod (Toen Koning Nimrod) | Traditional                   | Over de geboorte van aartsvader Abraham. Wordt gezongen bij de geboorte van een kind. | Noam Vazana, Jordi Savall, Lucette van den Berg, Joaquin Diaz, Françoise Atlan, Yehoram Gaon                                                                   |
| Ocho Kandelikas (acht kleine kaarsen)     | Flory Jagoda                  | Over het aansteken van acht kaarsen tijdens het Chanoeka-feest.                       | Idina Menzel, Theodore Bikel, Erran Baron Cohen & Yasmin Levy, Noam Vazana, Sarah Aroeste                                                                      |

### Artiesten en groepen
Voorbeelden van zangers, musici en groepen die actief zijn in het sefardische genre (met een artikel op Wikipedia):
- Joaquín Díaz
- Flory Jagoda
- Mor Karbasi
- Yasmin Levy
- Nani Vazana
- Savina Yannatou